# Koenigsegg CC8S
El Koenigsegg CC8S es un automóvil superdeportivo biplaza con motor central-trasero montado longitudinalmente y de tracción trasera, producido por el fabricante sueco Koenigsegg desde 2002 hasta 2003. Fue reemplazado en 2004 por el CCR más potente.

## Desarrollo

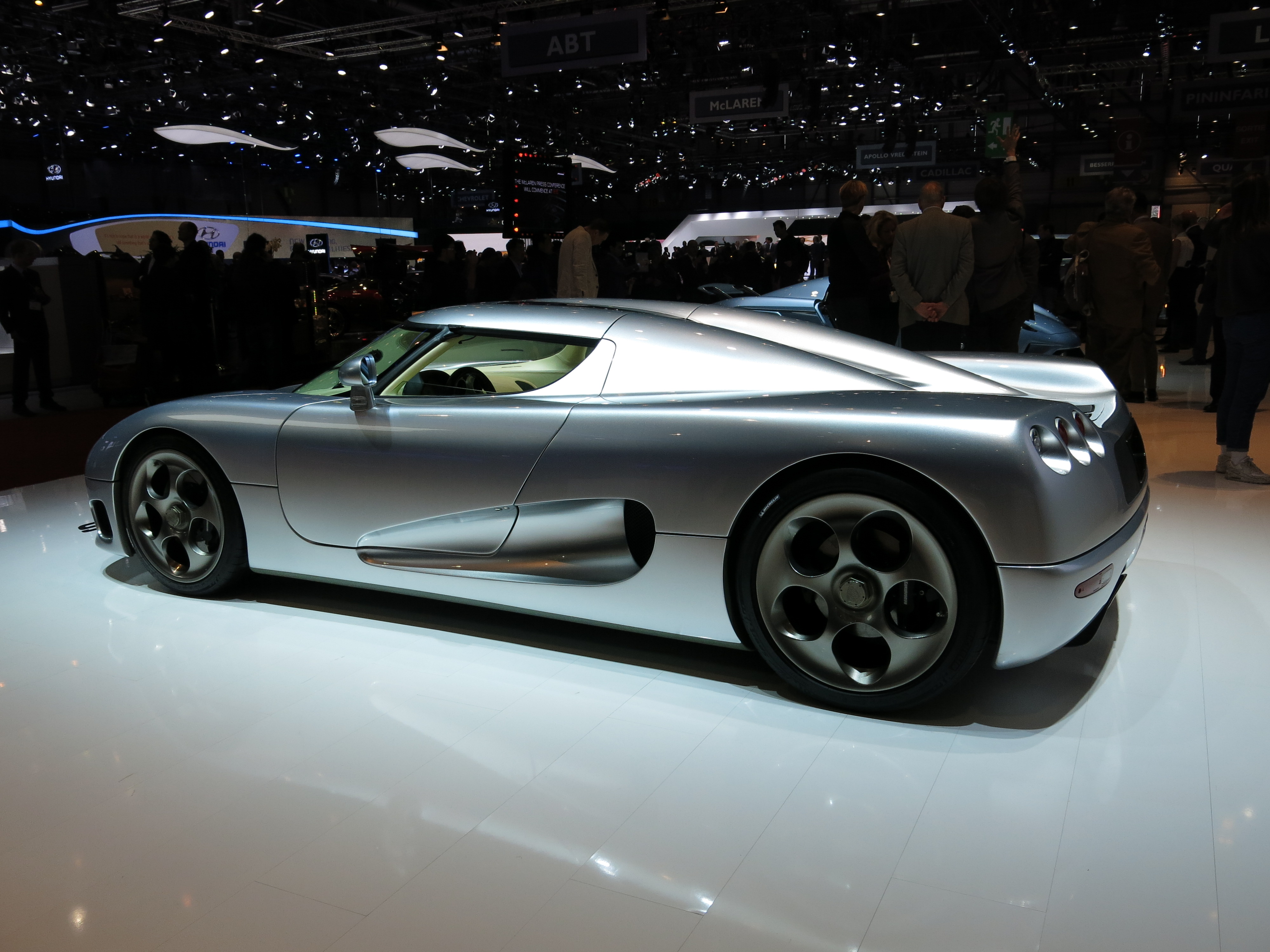
En el Salón del Automóvil de Ginebra de 2015

Se desarrolló a partir del prototipo CC, siendo la culminación de 8 años de investigación y desarrollo, que empezó con el sueño de Christian de querer construir su propio coche. A pesar de los recursos limitados, el chasis, la suspensión, los frenos y varios otros componentes fueron diseñados internamente por el propio fabricante.
El modelo de preproducción se mostró en el Salón del Automóvil de París de 2000, donde la reacción del público fue favorable y recibiendo ahí mismo las primeras órdenes por parte de los clientes. Tenía muchas funciones únicas, tales como el techo que podía almacenarse en el compartimiento ubicado en la parte delantera, puertas diédricas de apertura vertical con accionamiento de hélice sincrónica, denominadas "Synchrohelix®" como marca registrada de la compañía y un sistema de escape central de flujo libre también patentado, basado en el "Principio de Rocket Cat". Estas características y diseño únicos recibieron grandes elogios de los espectadores y, a pesar de los grandes pedidos, solamente se produjeron seis unidades debido a los altos costos de producción, de los cuales dos fueron con el volante a la derecha.
Cuando fue introducido en 2002, era el primer coche fabricado por la compañía y ganó varios premios, incluido el récord mundial Guinness por el motor de producción más potente y el Premio de diseño Red Dot en Alemania y Utmärkt Svensk Form en Suecia. Su interior ofrece un estilo minimalista, limpio y eficientemente elegante que realmente lo distingue de otros modelos de la época. También fue pionero con un techo de carbono desmontable y plegable; y con las puertas de accionamiento diedro por las que la firma se ha hecho famosa. El CC8S sentó las bases para todos los modelos de la firma en lo que respecta a la estética, la filosofía y la funcionalidad.

## Vista general

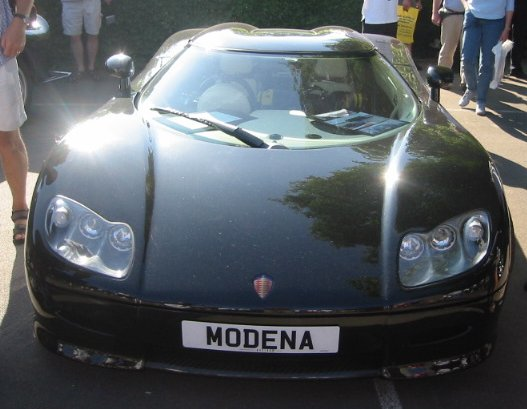
En el Festival de la Velocidad de Goodwood de 2003

La carrocería tipo targa top de dos puertas y el chasis, están hechos de fibra de carbono previamente impregnado y reforzado con kevlar y un material llamado panal de abeja (honeycomb) fabricado de aluminio para una rigidez adicional, además de refuerzos tipo "sándwich" con espuma dura de peso ligero, cuyo semimonocasco con un peso total de meramente 62 kg (137 libras), está unido al bastidor auxiliar de acero en la parte delantera del chasis y otro de aluminio en la parte trasera, donde están montados la planta motriz y la suspensión. Los túneles Venturi y los difusores ocupan la parte inferior completamente plana del coche, que aumentan la carga aerodinámica junto con un alerón montado en la parte trasera. Su área frontal es de solamente 1,825 m² (19,64 pies cuadrados), lo que explica que tenga un bajo coeficiente de arrastre de 0.297. Tiene un panel de techo rígido que puede ser retirado y almacenado bajo el cofre delantero que cubre el lujoso interior, el cual está equipado con cuero y el habitáculo de aluminio, incorpora todo el equipo superior para el confort y la seguridad.
Cuenta con sistema de suspensión de doble horquilla desarrollado por el propio fabricante, que puede ajustarse por completo para optimizar el vehículo para la pista. Utiliza rines de aleación de magnesio con tuerca de seguridad central, en neumáticos Michelin Pilot Sport 2 de medidas 225/40 ZR18 x 9 pulgadas (45,7 x 22,9 cm) delanteros y 335/40 ZR20 x 12,5 pulgadas (50,8 x 31,8 cm) traseros, de tipo unidireccionales con dibujo asimétrico de la banda de rodadura. Los frenos de disco están perforados en cruz para una mayor ventilación, de medidas 340 x 32 mm (13,4 x 1,3 pulgadas) los delanteros y 315 x 28 mm (12,4 x 1,1 pulgadas) los traseros, cuyos pinzas (calipers) de aleación ligera tienen seis pistones en la parte delantera y cuatro en la parte trasera, además de ser asistidos por un sistema de control avanzado.
Todos los CC8S pueden recibir servicio completo, mejoras y actualizaciones en la fábrica de Koenigsegg en cualquier momento que se requiera.

## Especificaciones

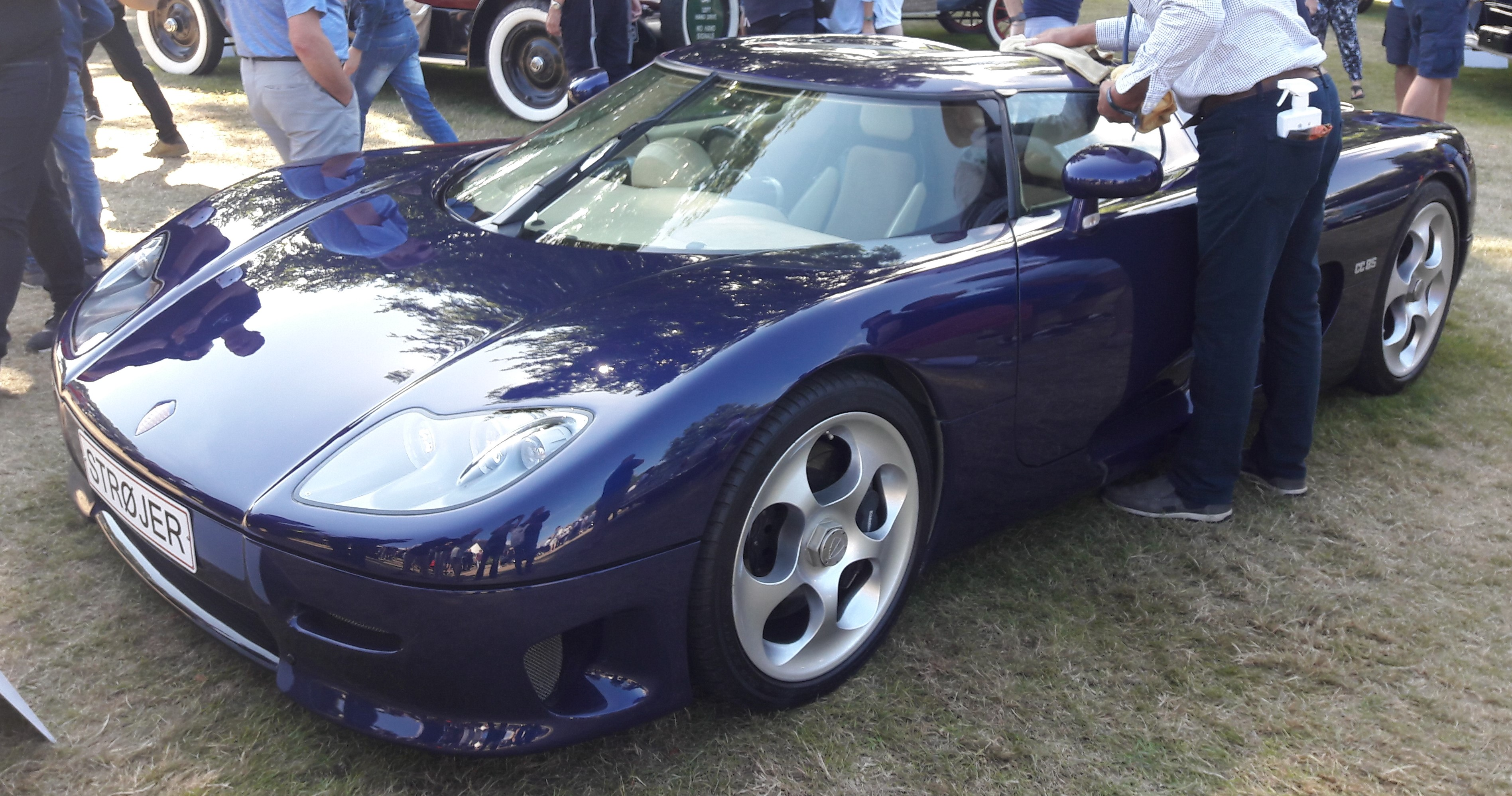
En el Festival de la Velocidad de Goodwood de 2017

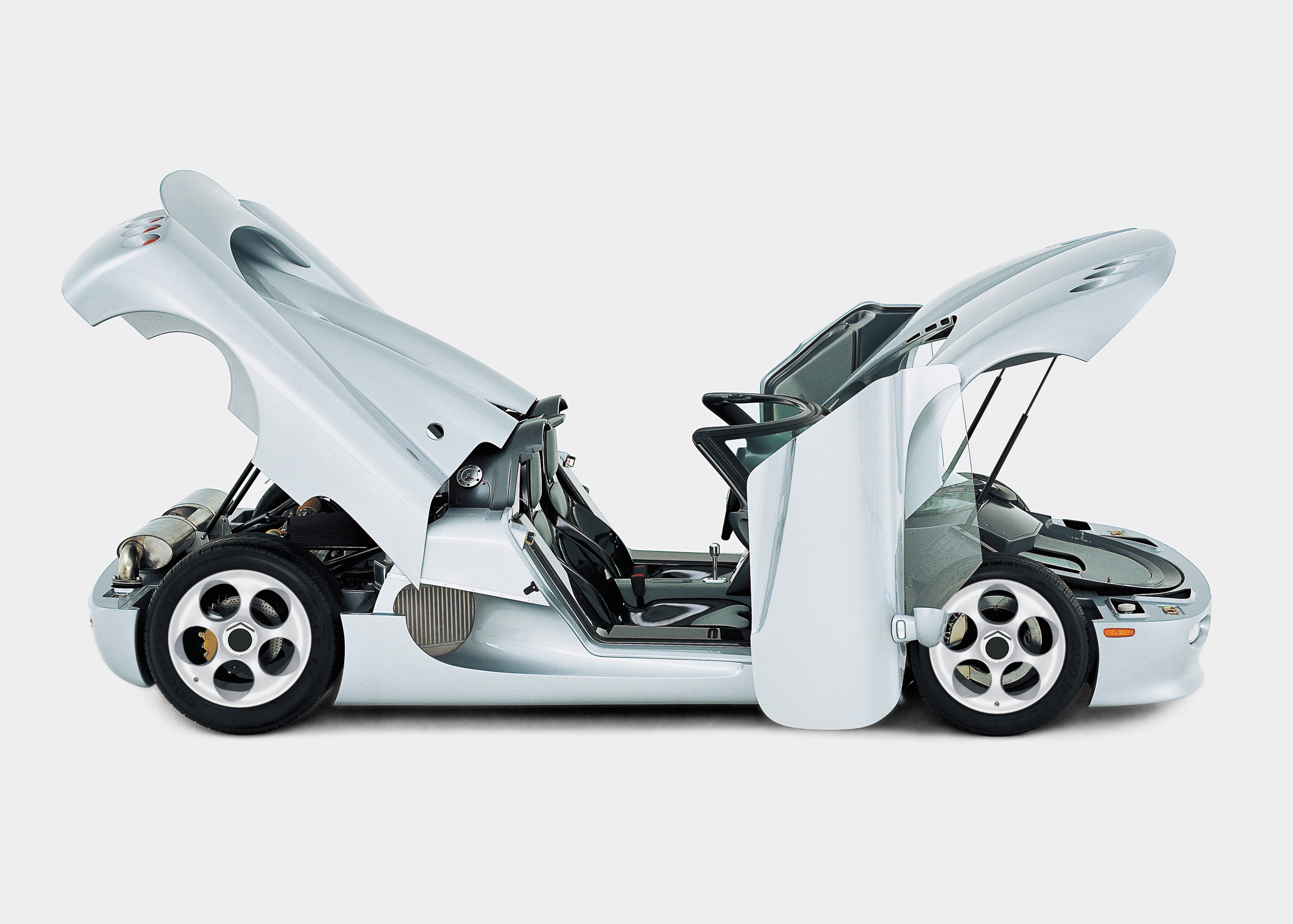
Vista lateral con las puertas y compartimientos abiertos

Su motor V8 fue fabricado "en casa" en las instalaciones de Ängelholm, aunque basado en la arquitectura del modular de origen Ford con sobrealimentación de 4,7 litros (286,8 plg³). Para poder alcanzar 655 HP (664 CV; 488 kW) de potencia máxima y cumplir totalmente con las regulaciones de emisiones y OBD, tiene gran fiabilidad y maniobrabilidad, por lo que el fabricante tuvo que rediseñarlo y mejorarlo. Tiene bielas y pistones forjados, inyectores más grandes, cabezas de escapes combinados, toma de aire tipo ram air, compresor centrífugo con intercooler más grande, etc. Las cabezas de cilindros tuvieron que ser reelaboradas y acopladas con un nuevo árbol de levas e inyectores, pernos de las cabezas reforzados, entre otras modificaciones más.
A fin de tener un escape de flujo libre que cumpliese con las necesidades de potencia y, al mismo tiempo acoplarse a los convertidores catalíticos, Christian inventó y patentó el principio "Rocket cat" (convertidor catalítico cohete). El sistema funcionaba de una manera en que, cuando el pre-convertidor catalítico creaba demasiada contrapresión a altas revoluciones, la sobrepresión era dinámicamente sobrepasada directamente al convertidor catalítico principal, lo cual es bueno para este escenario cuando estuviese completamente caliente. Esto era una solución simple e inteligente sin partes móviles, la cual incrementó la potencia en cerca de 100 CV (99 HP; 74 kW), comparado con las soluciones existentes.
Con todas esas mejoras, es capaz de acelerar de 0 a 100 km/h (62 mph) en menos de 3.5 segundos y alcanzar una velocidad máxima de 390 km/h (242 mph), con lo que se convirtió en ese momento en el automóvil de producción más rápido del mundo. Posteriormente, ese récord fue superado por el Bugatti Veyron alcanzando una velocidad máxima de 407 km/h (253 mph), aunque el 19 de abril de 2005, los oficiales de inspección registraron un promedio de 408,47 km/h (253,81 mph).
| Materiales del motor                | Bloque y cabezas de aleaciones de aluminio                                                                           |
| Distribución                        | DOHC 4 válvulas por cilindro                                                                                         |
| Relación de compresión              | 8.6:1 |
| Alimentación                        | Inyección secuencial multipunto y sobrealimentación con intercooler a una presión de 1,2 bares (17,1 psi; 117,6 kPa) |
| Combustible recomendado             | Gasolina sin plomo de 98 octanos (RON)                                                                               |
| Sistema de encendido                | Bobina directa en el enchufe, transistorizada                                                                        |
| Potencia máxima                     | 655 HP (664 CV; 488 kW) @ 6800 rpm                                                                                   |
| Par máximo                          | 750 N·m (553 lb·pie) @ 5000 rpm                                                                                      |
| Corte de inyección (línea roja)     | 7300 rpm |
| Sistema de lubricación              | Cárter seco con refrigerante único de pistones de rociado de aceite, con capacidad de 12 litros (3,2 galAm)          |
| Peso total del motor                | 210 kg (463 libras)                                                                                                  |
| Diferencial                         | De deslizamiento limitado, sensible al par                                                                           |
| Embrague                            | De doble plato, orgánico o sinterizado de 215 mm (8,5 pulgadas)                                                      |
| Capacidad del tanque de combustible | 80 litros (21,1 galAm)                                                                                               |
| Aceleración al 1/4 de milla (402 m) | 10 segundos a 217 km/h (135 mph)                                                                                     |
| Distancia de frenado                | Desde 100 km/h (62 mph) a 0 en 32 m (105 pies)                                                                       |